# Humbald (kardynał)
Humbald (zm. 1149) – kardynał i legat papieski. Jego imię jest podawane także jako Hubald.

## Życiorys
O jego pochodzeniu i życiu przed nominacją kardynalską nie wiadomo nic oprócz tego, że uzyskał tytuł magistra. Być może pochodził z Lukki, ale nie ma co do tego pewności, gdyż jedyny dokument, który na to wskazuje, może odnosić się zarówno do niego, jak i do jego imiennika, kardynała-prezbitera S. Prassede.
Do Kolegium Kardynalskiego powołał go papież Innocenty II w marcu 1135, początkowo z tytułem diakona S. Maria in Via Lata. W 1137 przebywał z misją legacką w Novarze, a w maju 1139 Innocenty II wysłał go jako swojego legata do Dalmacji, aby zaniósł paliusz arcybiskupowi Salony. Dzięki jego wstawiennictwu 7 listopada 1141 Innocenty II wydał przywilej protekcyjny dla kanoników parmeńskich.
W grudniu 1143 papież Celestyn II promował go do rangi prezbitera Ss. Giovanni e Paolo. W latach 1144–1145 był legatem papieskim w Niemczech, Danii i Polsce. 2 marca 1145 w Gnieźnie wystawił przywilej na rzecz opactwa w Trzemesznie. Z misji tej powrócił na początku października 1145. W 1147 towarzyszył Eugeniuszowi III we Francji. Bulle papieskie podpisywał do 6 maja 1149 i prawdopodobnie niedługo po tej dacie zmarł.
Nie należy go mylić z kardynałem Hubaldem z Ss. Giovanni e Paolo, który sygnował bulle Innocentego II w pierwszej połowie 1142 roku.